# Phil Bauhaus
Phil Bauhaus (Bocholt, 8 luglio 1994) è un ciclista su strada tedesco che corre per il team Bahrain Victorious. È professionista dal 2015.

## Palmarès

### Strada
- 2013 (Stolting, due vittorie)

1ª tappa Oderrundfahrt
2ª tappa Tour de Bulgarie (Sofia > Zlatica)
- 2014 (Team Stölting, cinque vittorie)

Skive-Løbet
1ª tappa Volta a Portugal (Lousada > Maia)
6ª tappa Volta a Portugal (Oliveira do Bairro > Viseu)
5ª tappa Baltic Chain Tour (Viljandi > Tallinn)
Kernen Omloop Echt-Susteren
- 2016 (Bora-Argon 18, tre vittorie)

1ª tappa Tour d'Azerbaïdjan (Baku > Sumqayıt)
2ª tappa Oberösterreichrundfahrt (Wels > Altheim)
5ª tappa Giro di Danimarca (Karrebæksminde > Frederiksberg)
- 2017 (Team Sunweb, una vittoria)

5ª tappa Giro del Delfinato (La Tour-de-Salvagny > Mâcon)
- 2018 (Team Sunweb, una vittoria)

3ª tappa Abu Dhabi Tour (Nation Towers > Big Flag)
- 2019 (Bahrain-Merida, una vittoria)

Coppa Bernocchi
- 2020 (Bahrain-McLaren, tre vittorie)

3ª tappa Saudi Tour (King Saud University > Al Bujairi)
5ª tappa Saudi Tour (Princess Nourah University > Al Masnak)
Classifica generale Saudi Tour
- 2021 (Bahrain Victorious, sette vittorie)

4ª tappa Tour de la Provence (Avignone > Salon-de-Provence)
1ª tappa Tour de Hongrie (Siófok > Kaposvár)
3ª tappa Tour de Hongrie (Veszprém > Tata)
1ª tappa Tour of Slovenia (Ptuj > Rogaška Slatina)
5ª tappa Tour of Slovenia (Lubiana > Novo Mesto)
1ª tappa Tour de Pologne (Lublino > Chełm)
1ª tappa Tour of Croatia (Osijek > Varaždin)
- 2022 (Bahrain Victorious, due vittorie)

7ª tappa Tirreno-Adriatico (San Benedetto del Tronto > San Benedetto del Tronto)
5ª tappa Giro di Polonia (Łańcut > Rzeszów)
- 2023 (Bahrain Victorious, una vittoria)

1ª tappa Tour Down Under (Tanunda > Tanunda)
- 2024 (Bahrain Victorious, due vittorie)

3ª tappa Tirreno-Adriatico (Volterra > Gualdo Tadino)
2ª tappa Giro di Slovenia (Žalec > Rogaška Slatina)

#### Altri successi
- 2021 (Bahrain Victorious)

Classifica a punti Tour de Hongrie

## Piazzamenti

### Grandi Giri
- Giro d'Italia

2017: ritirato (17ª tappa)
2022: 138°
2024: non partito (14ª tappa)
- Tour de France

2023: ritirato (17ª tappa)
2024: non partito (17ª tappa)
2025: 151º
- Vuelta a España

2019: ritirato (9ª tappa)

### Classiche monumento
- Milano-Sanremo

2022: 136º
- Giro delle Fiandre

2017: ritirato
2025: 103º
- Parigi-Roubaix

2018: 78º
2019: ritirato
2025: 23º

### Competizioni mondiali
- Campionati del mondo

Limburgo 2012 - In linea Juniores: 13º
Doha 2016 - In linea Under-23: 4º

### Competizioni europee
- Campionati europei

Goes 2012 - In linea Juniores: 12°
Monaco di Baviera 2022 - In linea Elite: 18°